# Jotunheim
În mitologia nordică, Jotunheim este lumea giganților de piatră și de gheață, numiți colectiv Jötunni. De aici ei amenință zeii din Asgard. Gastropnir, locuința lui Menglad și Thrymheim cea a lui Thiazi, se află în Jotunheim, tărâm guvernat de regele Thrym. Tot aici trăia și gigantul Gudmund, tatăl lui Hofund.
Acest articol referitor la mitologia nordică  este deocamdată un ciot. Puteți ajuta Wikipedia prin completarea lui!